# یواس‌اس ویولت (۱۸۶۲)
یواس‌اس ویولت (۱۸۶۲) (به انگلیسی: USS Violet (1862)) یک کشتی بود که طول آن 85' بود. این کشتی در سال ۱۸۶۲ ساخته شد.